# Касберг, Пауль
Пауль Касберг (нем. Paul Casberg; 28 августа 1883 года — 1945 год) — немецкий художник-график середины XX века, дизайнер множества образцов парадного оружия, штандартов, униформы и наград Германии периода нацистской Германии. На сегодняшний день работы Пауля Касберга являются неотъемлемой частью истории военного искусства.
Пауль Касберг — это творческий псевдоним, который художник взял по фамилии матери, настоящее имя художника Пауль Краузе (нем. Paul Krause). В начале своей творческой деятельности художник подписывал свои работы псевдонимом Casberg-Krause, а в официальных документах использовал двойную фамилию — Краузе названный Касберг (Krause gen.Casberg).

## Биография

### Семья
Пауль Касберг родился 28 августа 1883 года в небольшом городе Якобсхаген, округа Затциг, в Померании был третьим ребёнком в семье потомственных художников. Пауль получил домашнее начальное образование, впоследствии, выучившись на художника-графика, жил и работал в Берлине. Сведений о первом браке художника практически не сохранилось. Известно, что детей в браке не было, личная жизнь не складывалась. Будучи достаточно молодым Касберг увлёкся алкоголем, бездумно тратил заработанные деньги, оставляя семью без средств существования. В 1911 году по заявлению его первой супруги суд признал Касберга недееспособным по причине слабоумия. В 1926 году Пауль Касберг повторно женился, его супругой стала Эллебет Франке (нем. Ellebeth Franke). Художник проживал со своей семьей в Берлине-Шарлоттенбурге по адресу Ное Кантштрассе, 16, вместе с супругой воспитывал её сына от первого брака и имел собственную мастерскую.

### Творческая деятельность, карьера

#### Иллюстрирование печатных изданий, плакатная графика
Творческую деятельность Пауль Касберг начинает как иллюстратор печатных изданий, сотрудничает с различными книжными издательствами, среди которых Verlag Renaissance (Otto Lehmann), Eißelt, журналами (такими как «Der liebe Augustin») и газетами. Первые известные на сегодня документальные упоминания о Касберге как художнике датированы 1904 годом. В течение нескольких последующих лет Касберг сотрудничает с авторами, которые одновременно являлись активистами гомосексуального движения Германии: Эрих Мюзам, Бенедикт Фридлендер, Адольф Бранд. Помимо этого его авторству принадлежат множество плакатов и афиш того времени.

#### Первые работы батального и анималистического жанров
В 1915 году появляются первые работы Касберга военной тематики: серия открыток с изображением униформы и сценами боевых действий, а также книги о немецкой униформе периода Первой мировой войны: «Deutsche Feld- und Friedensuniformen», и в соавторстве с Оттомар ф.д Остен-Закен «Deutschlands Armee in ihren neuen Feld-u.Friedensuniformen».
Вторая супруга художника, Эллебет, помогла ему пересмотреть отношение к жизни и работе, способствовала избавлению от прежней репутации, что позволило Касбергу получать достойные заказы, тем самым финансово обеспечивать свою семью и, как следствие, ходатайствовать об отмене недееспособности. Творческая деятельность в этот период ознаменовалась выпуском альбома офортов различных пород собак «Hundepack» , оформлением большой выставки полиции в Берлине в 1926 году, а также Касберг прославился многочисленными работами с изображением лошадей.

#### Творчество 30-40гг XX века
Расцвет творчества и самые значительные работы Пауля Касберга приходятся на 30-е годы XX века. Художник активно сотрудничал с национал-социалистами, получал заказы от министерства внутренних дел, вооруженных сил Рейха и политических организаций Германии. Касберг пользовался уважением как личность и профессионал, его художественные способности, а также особые знания в области униформы, орденов и знаков отличия высоко ценились. При этом Касберг не являлся старым членом партии и не имел военного опыта. Одним из значимых заданий для Касберга стало поручение разработать эскизы новых штандартов Вермахта и организовать процесс их изготовления. Одними знаменами работа с правительством не ограничилась. Художник работал над созданием фирменного стиля ряда официальных организаций, как минимум две организации благодаря Касбергу имели свой фирменный стиль — это РАД и ТЕНО . Касберг разработал полностью логотип организации, знамёна, униформу и её элементы, по его эскизам делали и другие общегосударственные заказы. По эскизам Касберга были изготовлены награды для победителей СА-соревнований 1937 года. Ещё одной работой, которая широко прославила Касберга, стало оформление карманного издания официального гимна НСДАП «Die Fahne hoch», обложкой для которого послужила гравюра героя штурмовиков Хорста Весселя , выполненная Касбергом.

#### Карьера в СА и другие организации
В сентябре 1933, Касберг стал членом Имперской палаты изобразительного искусства города Берлина, числился под номером G1537 в профессиональной группе графиков.
В октябре 1933 Касберг был принят в ряды 25 кавалерийского штандарта СА-группы Берлин-Бранденбург. В 1936 году имел звание Труппфюрера.
С ноября 1933 он являлся членом Национал-социалистического Авиакорпуса.
C 1937 года художник работает специалистом военного искусства в инспекции по обучению верховой езде и вождению, которая относилась к высшему СА-Управлению. Для корпуса кавалеристов Касберг разработал дизайн наград и фрачников с изображением лошадей.

#### Сотрудничество с компанией Сarl Eickhorn
В 1934 году Касберг стал ведущим художником-дизайнером одного из крупнейших производителей холодного оружия фирмы Сarl Eickhorn, город Золинген. Он разработал новый логотип компании и оформил каталог продукции, его эскизы стали не просто изделиями компании, а общегерманскими утвержденными моделями холодного оружия. По его эскизам изготавливались как кортики массового производства, так и индивидуальные образцы, например, свадебный меч Германа Геринга или морской наградной кортик. Среди известных работ Касберга можно отметить следующие: тесак имперской службы труда образца 1934г, почетный кортик для старших офицеров СА образца 1937 года, тесак унтер-офицера службы технической помощи ТеНо образца 1938г, кортик офицера службы технической помощи ТеНо образца 1938г, кортик старшего командного состава Немецкой железнодорожной полиции образца 1938г, кортик чиновников имперской железной дороги образца 1940г и другие. Работая с компанией C.Eickhorn, художник создавал не только кортики, но и варианты парадных сабель. Его авторству принадлежат несколько сабель из «фельдмаршальской» серии выпущенной этой фабрикой, а также другие варианты моделей сабель для Вермахта. Следует отметить, что существует ряд моделей кортиков и других работ, авторство которых из-за отсутствия документального подтверждения может быть приписано Касбергу только предположительно.

### Отчисление из СА
Несмотря на достаточно успешную творческую деятельность, разностороннюю занятость и заслуженный авторитет в 1937 году против Касберга было открыто дисциплинарное производство по обвинениям в нелицеприятных высказываниях в адрес высшего СА руководства. Судебные разбирательства ослабили здоровье художника. У Касберга были диагностированы симптомы паралича правой стороны тела, что привело к проблемам со слухом и зрением. В мае 1938 года суд признал Касберга виновным и постановил исключить Касберга из рядов СА.

### Последние годы жизни
Тем не менее, после исключения из рядов СА, Касберг продолжил работу над заказами от партийных служб Рейха. Он успешен как иллюстратор, разрабатывает ряд наградных знаков, продолжает создавать эмблемы. Юбилей художника, его 60-летие, освещается в центральной прессе. Он продолжал работать в своей мастерской вплоть до её пожара во время бомбардировок Берлина в 1944 году. С крушением Третьего Рейха Касберг исчез: после капитуляции Германии след художника теряется. Считается, что Пауль покончил жизнь самоубийством, однако документальных подтверждений этому пока не обнаружено.

### Комментарии
1. ↑  Приблизительный год смерти Касберга основан на отсутствии любой информации о нём после капитуляции Германии во Второй мировой войне.